# Кажапио

Кажапио на карте штата.

Кажапио (порт. Cajapió) — муниципалитет в Бразилии, входит в штат Мараньян. Составная часть мезорегиона Север штата Мараньян. Входит в экономико-статистический микрорегион Литорал-Осидентал-Мараньенси. Население составляет 10 593 человека на 2010 год. Занимает площадь 908,729 км². Плотность населения — 11,66 чел./км².

## Демография
Согласно сведениям, собранным в ходе переписи 2010 г. Национальным институтом географии и статистики (IBGE), население муниципалитета составляет:
| Полное население                               | Полное население                               | Полное население                               | Полное население                               | 10 593 |
| ---------------------------------------------- | ---------------------------------------------- | ---------------------------------------------- | ---------------------------------------------- | ------ |
| в том числе:                                   | Городское население                            | 3885                                           | Процент городского населения, %                | 36,68  |
|                                                | Сельское население                             | 6708                                           | Процент сельского населения, %                 | 63,32  |
|                                                | Мужское население                              | 5365                                           | Процент мужского населения, %                  | 50,65  |
|                                                | Женское население                              | 5228                                           | Процент женского населения, %                  | 49,35  |
| Плотность населения, чел/км²                   | Плотность населения, чел/км²                   | Плотность населения, чел/км²                   | Плотность населения, чел/км²                   | 11,66  |
| Население муниципалитета в % к населению штата | Население муниципалитета в % к населению штата | Население муниципалитета в % к населению штата | Население муниципалитета в % к населению штата | 0,16   |

По данным оценки 2016 года, население муниципалитета составляет 10 927 жителей.